# Javier Sotomayor Sanabria
Javier Sotomayor Sanabria (Matanzas, Cuba 1967) és un atleta cubà retirat, especialista en salt d'alçada.

## Biografia
Nascut el 13 d'octubre de 1967 a la ciutat de Matanzas. Iniciat des de ben jovenet en el salt d'altura als 14 anys aconseguí superar la distància de dos metres, traslladant-se a l'Havana amb una beca de l'Escola Superior de Perfeccionament Esportiu.
Sotamyor aconseguí ser campió mundial júnior el 1986 a Atenes, i el rècord que va aconseguir en aquell moment (2,36 m) encara segueix vigent. Obligat a no poder acudir als Jocs Olímpics d'Estiu 1988 de Seül pel boicot polític perpetrat per Cuba, l'any següent aconseguí imposar-se al Campionat del Món d'Atletisme indoor celebrat a Budapest i al celebrat a l'aire lliure a Puerto Rico.
Convertit en el millor saltador d'altura de tots el temps, té en el seu poder una medalla d'or i una de plata en els Jocs Olímpics de Barcelona 1992 i Sydney 2000; sis medalles d'or en els Campionats del Món d'Atletisme de 1993 i 1997 (aire lliure) i 1989, 1993, 1995 i 1999 (indoor), així tres medalles de plata 1991 i 1995 (aire lliure) i 1985 (indoor) i una de bronze 1991 (indoor). Té en el seu palmarés tres victòries als Jocs Panamericans i en els Jocs Centreamericans i del Carib.
L'any 1993 fou guardonat amb el premi Príncep d'Astúries dels Esports.
L'any 1999 fou sancionat a dos anys sense competir després d'haver-se-li detectat, suposadament, consum de cocaïna durant una anàlisi antidopatge que li van realitzar en els Jocs Panamericans de 1999 a la ciutat de Winnipeg. La Federació Internacional d'Atletisme li va condonar la sanció per "circumstàncies excepcionals" i amb tot just tres mesos d'entrenament es va adjudicar la medalla de plata en els Jocs Olímpics a Sydney.
Amb 34 anys va decidir posar punt final a una extraordinària carrera durant la qual va sobrepassar 24 vegades el llistó en 2,40 metres

## Rècords del Món
- Rècord del Món amb 2m 43 cm el 8 de setembre de 1988 a Salamanca, Espanya, i el 4 de març de 1989 a Budapest, Hongria.
- Rècord del Món amb 2m 44 cm el 1989 a San Juan, Puerto Rico.
- Rècord del Món vigent amb 2m 45 cm el 27 de juliol de 1993 a Salamanca, Espanya.